# Ichneumon cerasi
Ichneumon cerasi là một loài tò vò trong họ Ichneumonidae.